# Brenthis transversa
Brenthis transversa är en fjärilsart som beskrevs av Barend J. Lempke 1956. Brenthis transversa ingår i släktet Brenthis och familjen praktfjärilar. Inga underarter finns listade i Catalogue of Life.